# Muscle multifide
Les muscles multifides (ou muscles multifides du rachis) sont des muscles du dos situés dans la gouttière vertébrale. Ils constituent un faisceau des muscles transversaires épineux.

## Description
Les muscles multifides remplissent la rainure de part et d'autre des processus épineux des vertèbres, du sacrum à l'axis.
Ils peuvent être divisés en trois segments de haut en bas :
- le muscle multifide lombaire,
- le muscle multifide thoracique,
- le muscle multifide cervical.

Chaque segment comportant plusieurs faisceaux de longueurs variables :
- les plus superficiels, les plus longs, passent à la troisième ou à la quatrième vertèbre supérieure ;
- les suivants passent à la deuxième ou à la troisième vertèbre supérieure ;
- Le plus profond relie deux vertèbres adjacentes.

## Origine
Les faisceaux du muscle multifide naissent 
- de la face médiale de l'épine iliaque postérieure supérieure,
- des ligaments sacro-iliaques postérieurs,
- de l'aponévrose du muscle érecteur du rachis,
- de l'arrière du sacrum, jusqu'au quatrième foramen sacré,
- des processus mamillaire des vertèbres lombaires,
- des processus transverses des vertèbres thoraciques,
- des processus articulaires des quatre dernières vertèbres cervicales.

## Trajet
Chaque faisceau monte obliquement vers le haut et vers la zone médiale.

## Insertion
Les faisceaux du muscle multifide lombaire se terminent sur toute la longueur des processus épineux des vertèbres lombaires, ceux du muscle multifide thoracique sur ceux des vertèbres thoraciques et ceux du muscle multifide cervical sur ceux des vertèbres cervicales.

## Innervation
Les muscles multifides sont innervés par des branches postérieures des nerfs spinaux correspondant.

## Action
Bien que très mince, les muscles multifides jouent un rôle important dans la stabilisation des articulations de la colonne vertébrale.
Situé superficiellement à la colonne vertébrale elle-même, les muscles multifides s'étendent sur trois segments articulaires et s'efforce de stabiliser ces articulations à chaque niveau.
La rigidité et la stabilité engendrée permettent à chaque vertèbre de fonctionner plus efficacement et réduisent la dégénérescence des structures articulaires causée par la friction due à une activité physique normale.

## Galerie

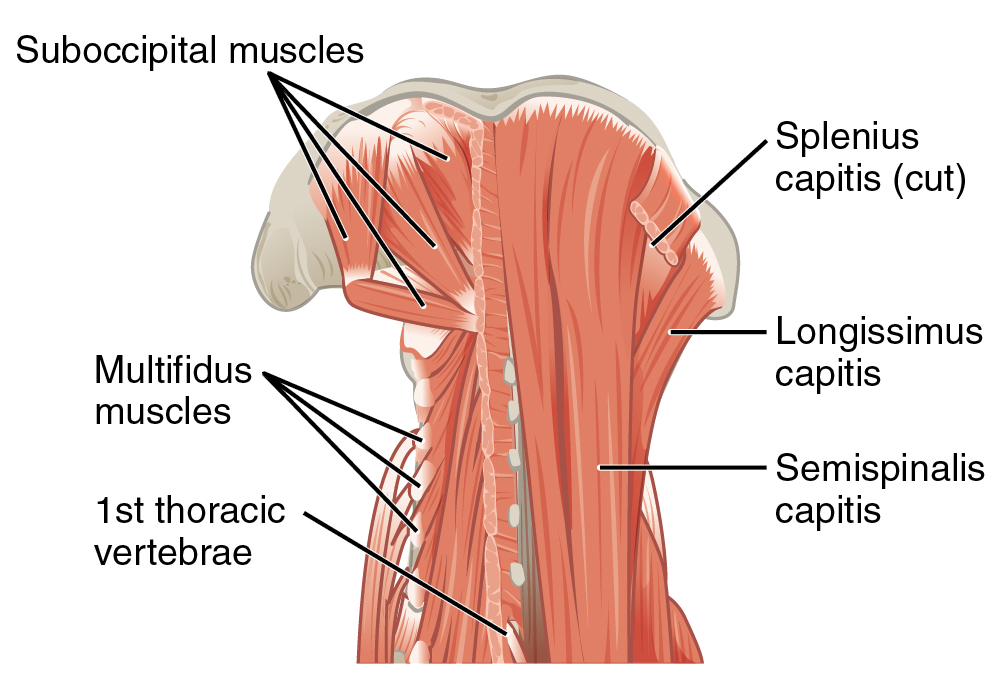
Les muscles multifidus (étiquetés à gauche) comme on le voit dans une vue postérieure du cou.